# Anouar Ben Abdallah
Anouar Ben Abdallah, né le 20 juin 1996 à Moknine, est un handballeur tunisien jouant au poste d'ailier droit,.

## Palmarès (équipe nationale)
- Championnat d'Afrique des nations (1) :
  -  Médaille d'or au championnat d'Afrique 2018 ( Gabon)
- Championnat du monde :
  - 19e au championnat du monde 2017 ( France)
  - 12e au championnat du monde 2019 ( Danemark)
  - 25e au Championnat du monde 2021 ( Égypte)